# كورتيناي (كولومبيا البريطانية)
كورتيناي (بالإنجليزية: Courtenay)‏ هي مدينة كندية تقع في مقاطعة كولومبيا البريطانية. تبلغ مساحة هذه المدينة 26.6821 (كم²)، ويبلغ عدد سكانها 21940 نسمة حسب إحصاء سنة 2006 م، بينما كان يسكنها 19166 نسمة في سنة 2001 م. تحتل هذه المدينة المرتبة رقم 172 بين مدن كندا حسب عدد السكان والمرتبة رقم 31 في المقاطعة. نما عدد السكان في هذه المدينة بنسبة (14.5) بين العامين المذكورين.

## وصلات خارجية
- الأطلس الحكومي لكندا
- إحصاءات كندا مع ساعة تعداد السكان